# 파니 블랑커스쿤
프란시나 "파니" 엘셰 블랑커스쿤(네덜란드어: Francina "Fanny" Elsje Blankers-Koen, 1918년 4월 26일 ~ 2004년 1월 25일)은 네덜란드의 육상 선수이자, 1948년 런던 올림픽 4관왕이다. 하나의 올림픽에서 4개의 금메달을 획득한 첫 여성 선수이며, 7개의 종목들에서 세계 기록들을 세웠다.

## 인물
바아른 근처에서 태어나 10대 시절부터 스포츠에 재능을 보인 쿤은 1935년 네덜란드 국내 선수권 대회에서 800m를 우승하여 첫 성공적인 성과를 거두었다.
이듬해 베를린 올림픽에 첫 데뷔하여 400m 릴레이 5위를 하였다. 1940년 자신의 코치 얀 블랑커스와 결혼하였고, 1942년과 1943년에 3개의 세계 기록들을 세웠다 - 80m 허들(11.0초), 높이뛰기 (1.71m(5.61 피트)), 멀리뛰기 (6.25m(20.5 피트)).
1948년 런던 올림픽에 대비하여, 어떤 전문가들을 그녀가 출전하기에는 너무 나이들었다는 생각을 하고 다른 이들은 그녀가 2명의 자식을 둔 주부로서 자신의 임무들을 맡지 않는 것에 대하여 비난하였다. 올림픽 규칙들은 블랑커스쿤이 경기에서 3개의 개인 종목들에만 참가하기로 제한시켰고, 그녀의 도약 기록들에 불구하고 달리기 종목들이 그녀의 더 좋아하는 것들이었다. 그녀는 100m와 200m, 80m 허들을 우승하고, 400m 릴레이에서 최종 주자로서 승리로 이끌었다.
후에 그녀는 100 야드(1948)와 220 야드(1950)에서 각각 10.8초와 24.2초의 기록들을 세웠다. 1951년에는 근대5종에서 4,692점을 득점하였다.
1999년 국제 아마추어 육상 연맹에 의하여 "20세기의 최고 여성 육상 선수"로 선정되었다.
말년에는 알츠하이머 병을 앓았으며, 85세의 나이로 암스테르담 근처에서 사망하였다.